# Махоткин, Алексей Феофилактович
Алексей Феофилактович Махоткин (род. 1941) - советский и российский учёный в области процессов и аппаратов химической технологии, доктор техн. наук (1991), проф. (1992), засл. деятель науки и техники Республики Татарстан (1993). Лауреат Государственной премии СССР (1991).

## Биография
Родился 3 сентября 1941 г. в г.Гурьев Казахской ССР.
В 1965 г. окончил механический факультет Казанского химико-технологического института.
Работал на Бугульминском механическом з-де. С 1970 в Казан. технол. ун-те, зав. кафедрами оборудования перспективных технол. процессов (1979–81), оборудования хим. заводов (с 1994), одновременно директор Казан. межвузовского инженерного центра «Новые технологии» (с 1982).
1970 - кандидат технических наук.
1990 - доктор технических наук.
Автор более 500 научных трудов, 50 изобретений и патентов.
Подготовил 3 докторов и 19 кандидатов наук.

## Научные интересы
Труды по химической технологии и инженерной экологии. Разработал вихревые аппараты и катализаторы для интенсификации хим. производств и очистки газовых выбросов промышленных предприятий от смеси паров и туманов азотной кислоты (внедрены в 25 городах России).

## Награды
- Государственная премия СССР в области науки и техники (1991)
- Медали, в т.ч. зол. и серебр. медаль ВДНХ СССР

## Труды
- Исследование кинетики регенерации некоторых экстрагентов азотистой кислоты в процессе абсорбции окислов азота: автореф. дис. канд. техн. наук : 05.347 - проц. и аппараты хим. технологии / А.Ф. Махоткин ; Казан. хим.-технол. ин-т им. С.М. Кирова ; науч. рук. Р.Ш. Сафин, А.Ф. Галеев . Казань, 1970. 16 с.
- Процессы и аппараты очистки отходящих газов производства нитроэфиров: автореф. дис. д-ра техн. наук : 05.17.08 - Процессы и аппараты хим. технологии / А.Ф. Махоткин; Казан. хим.-технол. ин-т . Казань, 1990 . 32 с.
- Теоретические основы очистки газовых выбросов производства нитратов целлюлозы; М-во образования Рос. Федерации. Казан. гос. технол. ун-т.  Казань : Изд-во Казан. ун-та, 2003. 267, [1] с.: ил., табл.; 21 см.; ISBN 5-7464-0726-7
- Разработка промышленных вихревых аппаратов (абсорбция летучим поглотителем)  // Химия и технология энергонасыщенных материалов. 2013, т.3, в.4, с.3-4.
- Технология регенерации отработанных кислот в вихревых аппаратах: монография / Р.А. Халитов, А.Ф. Махоткин ; Казанский нац. исслед. технол. ун-т. Казань : Изд-во КНИТУ, 2015. 380, [2] с. : ил.  ISBN 978-5-7882-1757-4.